# Mount Airy (Géorgie)
Pour les articles homonymes, voir Mount Airy (homonymie).
Mount Airy est une ville américaine située dans le comté de Habersham, en Géorgie. Selon le recensement de 2020, sa population est de 1 391 habitants.